# Viatcheslav Menjinski

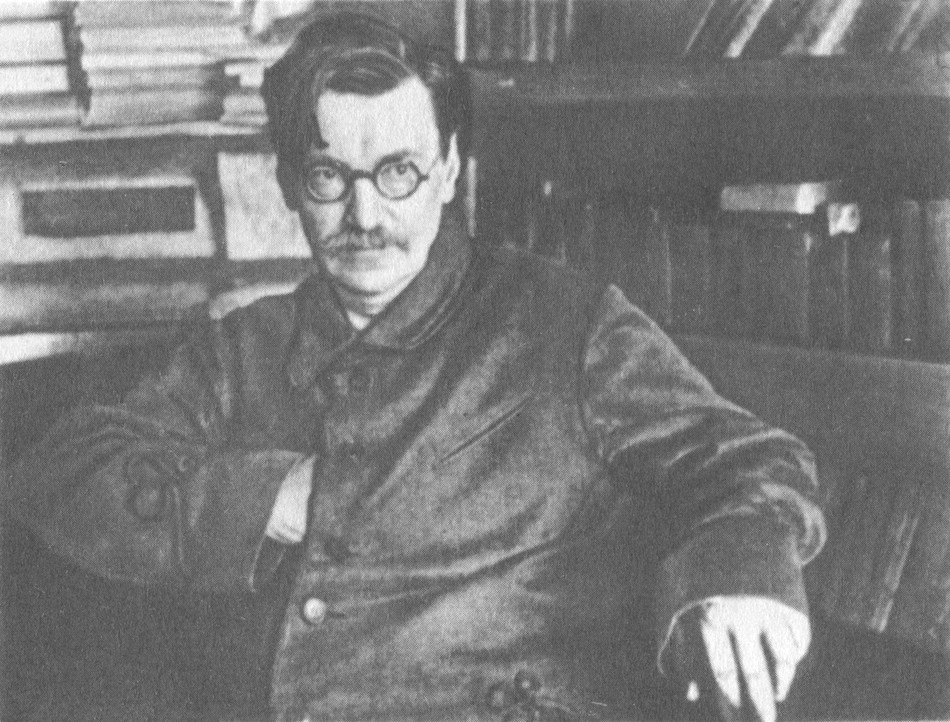
Viatcheslav Menjinski en 1932

Viatcheslav Rudolfovitch Menjinski (en russe : Вячесла́в Рудо́льфович Менжи́нский, en polonais : Wiaczesław Rudolfowicz Mienżynski), né le 19 août 1874 (31 août dans le calendrier grégorien) à Saint-Pétersbourg et mort le 10 mai 1934 à Moscou est un révolutionnaire russe d'origine polonaise et un homme politique soviétique. Il fut notamment commissaire aux Finances, vice-président de la GPU et président de son successeur, l'OGPU. Il y est remplacé à sa mort par Guenrikh Iagoda, l'OGPU devenant le NKVD.

## Biographie
Il est né en 1874, dans une famille de la noblesse polonaise, d'un père instituteur de Saint-Pétersbourg. Après avoir fait des études de droit à l'Université d'État de Saint-Pétersbourg, Viatcheslav Menjinski rejoint le Parti ouvrier social-démocrate de Russie en 1902. En 1903, il se range du côté des bolcheviks. En 1905, il devient un membre de l'organisation militaire du comité de Saint-Pétersbourg du POSDR. Arrêté en 1906, il réussit à s'enfuir à l'étranger, où il vivra notamment en France, en Belgique, en Suisse et aux États-Unis.
Après la Révolution de Février, il revient en Russie au cours de l'été 1917.
Après la Révolution, Viatcheslav Menjinski est brièvement nommé commissaire du peuple aux Finances (1918). En 1919, il intègre la Tcheka, puis devient vice-président de la GPU en 1923.
Il dirige l'OGPU après la disparition de Félix Dzerjinski, mort le 20 juillet 1926 à Moscou.
Après sa mort mystérieuse le 10 mai 1934, il est remplacé deux mois plus tard en juillet par Guenrikh Iagoda initialement directeur du Laboratoire des poisons de 1926 jusqu'à sa nomination à la tête de l'OGPU devenue entretemps après sa nomination en 1934 le NKVD.
Dans la confession de Guenrikh Iagoda lors du troisième et dernier Procès de Moscou, celui-ci s'accuse d'avoir empoisonné Viatcheslav Menjinski pour lui succéder. Il existe toutefois l’hypothèse que ce soit plutôt Beria qui l'ait empoisonné.
Il parlait 10 langues dont le coréen, le mandarin, le turc et le persan, cette dernière pour lire les œuvres d'Omar Khayyám.